# Europaspiele 2015/Teilnehmer (Finnland)
| Gelbes Symbol für Goldmedaillen mit stilisierten Olympischen Ringen | Graues Symbol für Silbermedaillen mit stilisierten Olympischen Ringen | Braundes Symbol für Bronzemedaillen mit stilisierten Olympischen Ringen |
| ------------------------------------------------------------------- | --------------------------------------------------------------------- | ----------------------------------------------------------------------- |
| —                                                                   | —                                                                     | 1                                                                       |

Finnland nahm in Baku an den Europaspielen 2015 teil. Vom Suomen Olympiakomitea wurden 100 Athleten in 17 Sportarten nominiert. Fahnenträger bei der Eröffnungszeremonie war der Turner Tomi Tuuha.

## Badminton
| Athleten                         | Wettbewerb | Gruppenphase                              | Gruppenphase        | Gruppenphase | Gruppenphase | Achtelfinale    | Achtelfinale | Viertelfinale | Viertelfinale | Halbfinale | Halbfinale | Finale | Finale   | Rang |
| Athleten                         | Wettbewerb | Gegner                                    | Ergebnis            | Punkte       | Rang         | Gegner          | Ergebnis     | Gegner        | Ergebnis      | Gegner     | Ergebnis   | Gegner | Ergebnis | Rang |
| -------------------------------- | ---------- | ----------------------------------------- | ------------------- | ------------ | ------------ | --------------- | ------------ | ------------- | ------------- | ---------- | ---------- | ------ | -------- | ---- |
| Frauen                           |            |                                           |                     |              |              |                 |              |               |               |            |            |        |          |      |
| Airi Mikkelä                     | Einzel     | Anna Thea Madsen                          | 15:21, 15:21        | 4            | 2            | Linda Setschiri | 19:21, 10:21 | –             | –             | –          | –          | –      | –        | 9    |
| Airi Mikkelä                     | Einzel     | Fiorella Marie Sadowski                   | 21:6, 21:6          | 4            | 2            | Linda Setschiri | 19:21, 10:21 | –             | –             | –          | –          | –      | –        | 9    |
| Airi Mikkelä                     | Einzel     | Sara Högnadóttir                          | 21:11, 21:16        | 4            | 2            | Linda Setschiri | 19:21, 10:21 | –             | –             | –          | –          | –      | –        | 9    |
| Mathilda Lindholm, Jenny Nyström | Doppel     | Sara Boyle, Rachael Darragh               | 21:15, 21:15        | 2            | 3            | –               | –            | –             | –             | –          | –          | –      | –        | 9    |
| Mathilda Lindholm, Jenny Nyström | Doppel     | Jekaterina Bolotowa, Jewgenija Kossezkaja | 10:21, 13:21        | 2            | 3            | –               | –            | –             | –             | –          | –          | –      | –        | 9    |
| Mathilda Lindholm, Jenny Nyström | Doppel     | Lorraine Baumann, Audrey Fontaine         | 14:21, 23:25        | 2            | 3            | –               | –            | –             | –             | –          | –          | –      | –        | 9    |
| Männer                           |            |                                           |                     |              |              |                 |              |               |               |            |            |        |          |      |
| Eetu Heino                       | Einzel     | Jarolím Vícen                             | 25:23, 21:15        | 4            | 2            | Dieter Domke    | 17:21, 14:21 | –             | –             | –          | –          | –      | –        | 9    |
| Eetu Heino                       | Einzel     | Kári Gunnarsson                           | 21:19, 10:21, 21:13 | 4            | 2            | Dieter Domke    | 17:21, 14:21 | –             | –             | –          | –          | –      | –        | 9    |
| Eetu Heino                       | Einzel     | Wladimir Malkow                           | 15:21, 18:21        | 4            | 2            | Dieter Domke    | 17:21, 14:21 | –             | –             | –          | –          | –      | –        | 9    |

## Beachvolleyball
| Athleten                      | Gruppenphase                                   | 1. Runde (32er)                       | 1. Runde (32er) | Achtelfinale                    | Achtelfinale | Viertelfinale | Viertelfinale | Halbfinale | Halbfinale | Finale/Spiel um Bronze | Finale/Spiel um Bronze | Rang |
| Athleten                      | Gruppenphase                                   | Gegner                                | Ergebnis        | Gegner                          | Ergebnis     | Gegner        | Ergebnis      | Gegner     | Ergebnis   | Gegner                 | Ergebnis               | Rang |
| ----------------------------- | ---------------------------------------------- | ------------------------------------- | --------------- | ------------------------------- | ------------ | ------------- | ------------- | ---------- | ---------- | ---------------------- | ---------------------- | ---- |
| Frauen                        |                                                |                                       |                 |                                 |              |               |               |            |            |                        |                        |      |
| Taru Lahti, Riikka Lehtonen   | Spanien 2:0 Belarus 2:0 Italien 0:2            | Marija Prokopjewa, Jekaterina Syrzewa | 0:2             | –                               | –            | –             | –             | –          | –          | –                      | –                      |      |
| Emilia Nyström, Erika Nyström | Griechenland 2:0 Niederlande 0:2 Bulgarien 2:0 | –                                     | –               | Vivian Cunha, Zinaida Lyubimova | 0:2          | –             | –             | –          | –          | –                      | –                      |      |
| Männer                        |                                                |                                       |                 |                                 |              |               |               |            |            |                        |                        |      |
| Jyrki Nurminen, Pekka Piippo  | Lettland 1:2 Österreich 1:2 Belarus 1:2        | –                                     | –               | –                               | –            | –             | –             | –          | –          | –                      | –                      |      |

## Bogenschießen
| Athleten                     | Wettbewerb | Platzierungsrunde | Platzierungsrunde | 1. Runde (64er) | 1. Runde (64er) | 2. Runde (32er)    | 2. Runde (32er) | Achtelfinale | Achtelfinale | Viertelfinale | Viertelfinale | Halbfinale | Halbfinale | Finale/Spiel um Bronze | Finale/Spiel um Bronze | Rang |
| Athleten                     | Wettbewerb | Ringe             | Rang              | Gegner          | Ergebnis        | Gegner             | Ergebnis        | Gegner       | Ergebnis     | Gegner        | Ergebnis      | Gegner     | Ergebnis   | Gegner                 | Ergebnis               | Rang |
| ---------------------------- | ---------- | ----------------- | ----------------- | --------------- | --------------- | ------------------ | --------------- | ------------ | ------------ | ------------- | ------------- | ---------- | ---------- | ---------------------- | ---------------------- | ---- |
| Frauen                       |            |                   |                   |                 |                 |                    |                 |              |              |               |               |            |            |                        |                        |      |
| Taru Kuoppa                  | Einzel     | 630               | 26                | Aybüke Aktuna   | 6 : 2           | –                  | –               | –            | –            | –             | –             | –          | –          | –                      | –                      | 33   |
| Männer                       |            |                   |                   |                 |                 |                    |                 |              |              |               |               |            |            |                        |                        |      |
| Antti Tekoniemi              | Einzel     | 664               | 16                | Jaanus Gross    | 7 : 1           | Sławomir Napłoszek | 2 : 6           | –            | –            | –             | –             | –          | –          | –                      | –                      | 17   |
| Mixed                        |            |                   |                   |                 |                 |                    |                 |              |              |               |               |            |            |                        |                        |      |
| Taru Kuoppa, Antti Tekoniemi | Team       | 1294              | 13                | –               | –               | –                  | –               | Ukraine      | 0 : 6        | –             | –             | –          | –          | –                      | –                      | 9    |

## Boxen
| Athleten       | Wettbewerb              | 1. Runde (32er) | 1. Runde (32er) | Achtelfinale    | Achtelfinale | Viertelfinale | Viertelfinale | Halbfinale | Halbfinale | Finale | Finale   | Rang |
| Athleten       | Wettbewerb              | Gegner          | Ergebnis        | Gegner          | Ergebnis     | Gegner        | Ergebnis      | Gegner     | Ergebnis   | Gegner | Ergebnis | Rang |
| -------------- | ----------------------- | --------------- | --------------- | --------------- | ------------ | ------------- | ------------- | ---------- | ---------- | ------ | -------- | ---- |
| Frauen         |                         |                 |                 |                 |              |               |               |            |            |        |          |      |
| Marjut Lausti  | Bantamgewicht bis 45 kg | –               | –               | Marzia Davide   | 0:3          | –             | –             | –          | –          | –      | –        |      |
| Mira Potkonen  | Leichtgewicht bis 60 kg | –               | –               | Yana Alekseevna | 0:3          | –             | –             | –          | –          | –      | –        |      |
| Männer         |                         |                 |                 |                 |              |               |               |            |            |        |          |      |
| Matti Koota    | Bantamgewicht bis 56 kg | –               | –               | Frederik Jensen | 1:3          | –             | –             | –          | –          | –      | –        |      |
| Dmitri Tretyak | Mittelgewicht bis 75 kg | Vít Král        | 3:0             | Aljaž Venko     | 1:2          | –             | –             | –          | –          | –      | –        |      |

## Fechten
| Athleten       | Wettbewerb   | Gruppenphase | Gruppenphase | 1. Runde (32er) | 1. Runde (32er) | Achtelfinale     | Achtelfinale | Viertelfinale     | Viertelfinale | Halbfinale / Klassifikation | Halbfinale / Klassifikation | Finale / Platzierung | Finale / Platzierung | Rang |
| Athleten       | Wettbewerb   | Bilanz       | Platzierung  | Gegner          | Ergebnis        | Gegner           | Ergebnis     | Gegner            | Ergebnis      | Gegner                      | Ergebnis                    | Gegner               | Ergebnis             | Rang |
| -------------- | ------------ | ------------ | ------------ | --------------- | --------------- | ---------------- | ------------ | ----------------- | ------------- | --------------------------- | --------------------------- | -------------------- | -------------------- | ---- |
| Frauen         |              |              |              |                 |                 |                  |              |                   |               |                             |                             |                      |                      |      |
| Catharina Kock | Degen Einzel | 3:3 Siege    | 4            | Bianka Bukócki  | 15:12           | Anna Siwkowa     | 15:14        | Ana Maria Popescu | 4:15          | –                           | –                           | –                    | –                    | 8    |
| Männer         |              |              |              |                 |                 |                  |              |                   |               |                             |                             |                      |                      |      |
| Niko Vuorinen  | Degen Einzel | 5:1 Siege    | 1            | –               | –               | Michele Niggeler | 15:14        | Iván Trevejo      | 10:15         | –                           | –                           | –                    | –                    | 5    |

## Judo
| Athleten       | Wettbewerb       | 1. Runde        | 1. Runde  | 2. Runde        | 2. Runde  | Achtelfinale | Achtelfinale | Viertelfinale | Viertelfinale | Hoffnungsrunde Halbfinale | Hoffnungsrunde Halbfinale | Halbfinale | Halbfinale | Hoffnungsrunde Finale | Hoffnungsrunde Finale | Finale / Kampf um Bronze | Finale / Kampf um Bronze | Rang |
| Athleten       | Wettbewerb       | Gegner          | Ergebnis  | Gegner          | Ergebnis  | Gegner       | Ergebnis     | Gegner        | Ergebnis      | Gegner                    | Ergebnis                  | Gegner     | Ergebnis   | Gegner                | Ergebnis              | Gegner                   | Ergebnis                 | Rang |
| -------------- | ---------------- | --------------- | --------- | --------------- | --------- | ------------ | ------------ | ------------- | ------------- | ------------------------- | ------------------------- | ---------- | ---------- | --------------------- | --------------------- | ------------------------ | ------------------------ | ---- |
| Frauen         |                  |                 |           |                 |           |              |              |               |               |                           |                           |            |            |                       |                       |                          |                          |      |
| Jaana Sundberg | Klasse bis 52 kg | –               | –         | Larisa Florian  | 0001-0000 | –            | –            | –             | –             | –                         | –                         | –          | –          | –                     | –                     | –                        | –                        |      |
| Männer         |                  |                 |           |                 |           |              |              |               |               |                           |                           |            |            |                       |                       |                          |                          |      |
| Juho Reinvall  | Klasse bis 60 kg | –               | –         | Ludwig Paischer | 0003–0001 | –            | –            | –             | –             | –                         | –                         | –          | –          | –                     | –                     | –                        | –                        |      |
| Eetu Laamanen  | Klasse bis 73 kg | Künter Rothberg | 1003–0113 | Jorge Fernandes | 0011–0000 | –            | –            | –             | –             | –                         | –                         | –          | –          | –                     | –                     | –                        | –                        |      |
| Antti Virta    | Klasse bis 81 kg | –               | –         | Antonio Ciano   | 0002–1002 | –            | –            | –             | –             | –                         | –                         | –          | –          | –                     | –                     | –                        | –                        |      |

## Kanu
| Athleten                    | Wettbewerb | Vorlauf    | Vorlauf | Halbfinale | Halbfinale | Finale     | Finale | Rang |
| Athleten                    | Wettbewerb | Zeit (min) | Rang    | Zeit (min) | Rang       | Zeit (min) | Rang   | Rang |
| --------------------------- | ---------- | ---------- | ------- | ---------- | ---------- | ---------- | ------ | ---- |
| Frauen                      |            |            |         |            |            |            |        |      |
| Oona Vasko                  | K1 500 m   | 1:56,503   | 8       | -          | -          | -          | -      |      |
| Oona Vasko                  | K1 5000 m  | -          | -       | -          | -          | DNF        | DNF    |      |
| Männer                      |            |            |         |            |            |            |        |      |
| Miika Dietrich              | K1 1000 m  | 3:40,061   | 5       | 3:28,064   | 5          | 3:37,298   | 13     | 13   |
| Miika Dietrich              | K1 5000 m  | -          | -       | -          | -          | 21:36,697  | 10     | 10   |
| Miika Nykänen Jeremy Hakala | K2 1000 m  | 3:18,144   | 5       | 3:13,568   | 5          | -          | -      |      |

## Karate
| Athleten        | Wettbewerb        | Gruppenphase      | Gruppenphase | Halbfinale | Halbfinale | Kampf um Bronze | Kampf um Bronze | Finale | Finale   | Rang |
| Athleten        | Wettbewerb        | Gegner            | Ergebnis     | Gegner     | Ergebnis   | Gegner          | Ergebnis        | Gegner | Ergebnis | Rang |
| --------------- | ----------------- | ----------------- | ------------ | ---------- | ---------- | --------------- | --------------- | ------ | -------- | ---- |
| Frauen          |                   |                   |              |            |            |                 |                 |        |          |      |
| Helena Kuusisto | Kumite über 68 kg | Iwanna Saizewa    | 0:0          | –          | –          | –               | –               | –      | –        |      |
| Helena Kuusisto | Kumite über 68 kg | Borislawa Ganewa  | 0:2          | –          | –          | –               | –               | –      | –        |      |
| Helena Kuusisto | Kumite über 68 kg | Meltem Hocaoğlu   | 0:1          | –          | –          | –               | –               | –      | –        |      |
| Männer          |                   |                   |              |            |            |                 |                 |        |          |      |
| Pasi Hirvonen   | Kata              | Mattia Busato     | 0:5          | –          | –          | –               | –               | –      | –        |      |
| Pasi Hirvonen   | Kata              | Damián Quintero   | 0:5          | –          | –          | –               | –               | –      | –        |      |
| Pasi Hirvonen   | Kata              | Christopher Rohde | 0:5          | –          | –          | –               | –               | –      | –        |      |

## Radsport

### Mountainbike
| Athleten         | Wettbewerb    | Zeit (h)             | Rang |
| ---------------- | ------------- | -------------------- | ---- |
| Frauen           |               |                      |      |
| Sonja Kallio     | Cross-Country | Rennen nicht beendet | 22   |
| Männer           |               |                      |      |
| Jukka Vastaranta | Cross-Country | Rennen nicht beendet | 31   |

### Straße
| Athleten         | Wettbewerb      | Zeit                 | Rang                 |
| ---------------- | --------------- | -------------------- | -------------------- |
| Frauen           |                 |                      |                      |
| Sari Saarelainen | Straßenrennen   | 3:34:09              | 45                   |
| Sari Saarelainen | Einzelzeitfahrt | 35:21,73             | 13                   |
| Männer           |                 |                      |                      |
| Samuel Pökälä    | Straßenrennen   | Rennen nicht beendet | Rennen nicht beendet |
| Samuel Pökälä    | Einzelzeitfahrt | 1:06:16,97           | 11                   |

## Ringen
| Athleten                         | Wettbewerb       | 1. Runde        | 1. Runde | Achtelfinale             | Achtelfinale | Viertelfinale | Viertelfinale | Halbfinale | Halbfinale | Hoffnungsrunde Viertelfinale | Hoffnungsrunde Viertelfinale | Hoffnungsrunde Halbfinale | Hoffnungsrunde Halbfinale | Hoffnungsrunde Finale | Hoffnungsrunde Finale | Finale | Finale   | Rang |
| Athleten                         | Wettbewerb       | Gegner          | Ergebnis | Gegner                   | Ergebnis     | Gegner        | Ergebnis      | Gegner     | Ergebnis   | Gegner                       | Ergebnis                     | Gegner                    | Ergebnis                  | Gegner                | Ergebnis              | Gegner | Ergebnis | Rang |
| -------------------------------- | ---------------- | --------------- | -------- | ------------------------ | ------------ | ------------- | ------------- | ---------- | ---------- | ---------------------------- | ---------------------------- | ------------------------- | ------------------------- | --------------------- | --------------------- | ------ | -------- | ---- |
| Freistil Frauen                  |                  |                 |          |                          |              |               |               |            |            |                              |                              |                           |                           |                       |                       |        |          |      |
| Tiina Ylinen                     | Klasse bis 53 kg | Lenka Hocková   | 3:1      | Nadzeya Shushko          | 0:5          | –             | –             | –          | –          | –                            | –                            | –                         | –                         | –                     | –                     | –      | –        | 10   |
| Petra Olli                       | Klasse bis 63 kg | –               | –        | Walerija Lasinskaja      | 0:5          | –             | –             | –          | –          | Anastasija Grigorjeva        | 0:5                          | –                         | –                         | –                     | –                     | –      | –        | 14   |
| griechisch-römischer Stil Männer |                  |                 |          |                          |              |               |               |            |            |                              |                              |                           |                           |                       |                       |        |          |      |
| Jani Haapamäki                   | Klasse bis 59 kg | Kristijan Fris  | 3:1      | Deniz Menekse            | 0:4          | –             | –             | –          | –          | –                            | –                            | –                         | –                         | –                     | –                     | –      | –        | 11   |
| Tero Välimäki                    | Klasse bis 66 kg | Denys Demjankow | 1:3      | –                        | –            | –             | –             | –          | –          | –                            | –                            | –                         | –                         | –                     | –                     | –      | –        | 18   |
| Henri Välimäki                   | Klasse bis 75 kg | Jawor Janakiew  | 0:4      | –                        | –            | –             | –             | –          | –          | –                            | –                            | –                         | –                         | –                     | –                     | –      | –        | 28   |
| Marko Kivimäki                   | Klasse bis 85 kg | Patrik Szabo    | 1:3      | –                        | –            | –             | –             | –          | –          | –                            | –                            | –                         | –                         | –                     | –                     | –      | –        | 13   |
| Tuomas Lahti                     | Klasse bis 98 kg | Łukasz Konera   | 3:1      | Cenk İldem               | 1:3          | –             | –             | –          | –          | –                            | –                            | –                         | –                         | –                     | –                     | –      | –        | 10   |
| Freistil Männer                  |                  |                 |          |                          |              |               |               |            |            |                              |                              |                           |                           |                       |                       |        |          |      |
| Petteri Martikainen              | Klasse bis 65 kg | –               | –        | Yunier Castillo Silveira | 1:3          | –             | –             | –          | –          | –                            | –                            | –                         | –                         | –                     | –                     | –      | –        | 14   |
| Henri Selenius                   | Klasse bis 74 kg | –               | –        | Soner Demirtaş           | 0:4          | –             | –             | –          | –          | Cəbrayıl Həsənov             | 0:4                          | –                         | –                         | –                     | –                     | –      | –        | 21   |
| Ville Heino                      | Klasse bis 86 kg | Piotr Ianulov   | 1:3      | –                        | –            | –             | –             | –          | –          | Aliaksandr Hushtyn           | 1:3                          | –                         | –                         | –                     | –                     | –      | –        | 13   |
| Jere Heino                       | Klasse bis 97 kg | –               | –        | Imants Lagodskis         | 1:3          | –             | –             | –          | –          | –                            | –                            | –                         | –                         | –                     | –                     | –      | –        | 15   |

## Schießen
| Athleten                      | Klasse | Wettbewerb                           | Qualifikation   | Qualifikation | Halbfinale      | Halbfinale | Finale          | Finale |
| Athleten                      | Klasse | Wettbewerb                           | Ringe/ Scheiben | Rang          | Ringe/ Scheiben | Rang       | Ringe/ Scheiben | Rang   |
| ----------------------------- | ------ | ------------------------------------ | --------------- | ------------- | --------------- | ---------- | --------------- | ------ |
| Frauen                        |        |                                      |                 |               |                 |            |                 |        |
| Marjut Heinonen               | Flinte | Skeet                                | 69              | 9             | –               | –          | –               | –      |
| Satu Mäkelä-Nummela           | Flinte | Trap                                 | 71              | 3             | 12              | 5          | –               | –      |
| Mopsi Veromaa                 | Flinte | Trap                                 | 68              | 15            | –               | –          | –               | –      |
| Männer                        |        |                                      |                 |               |                 |            |                 |        |
| Juho Kurki                    | Gewehr | Luftgewehr 10 m                      | 625,0           | 11            | –               | –          | –               | –      |
| Juho Kurki                    | Gewehr | Kleinkaliber Dreistellungskampf 50 m | 1134            | 28            | –               | –          | –               | –      |
| Juho Kurki                    | Gewehr | Kleinkaliber liegend 50 m            | 617,0           | 6             | –               | –          | 101,4           | 7      |
| Marko Kemppainen              | Flinte | Skeet                                | 123             | 3             | 14              | 4          | 15              | Bronze |
| Simo Köylinen                 | Flinte | Doppeltrap                           | 138             | 10            | –               | –          | –               | –      |
| Sami Ritsilä                  | Flinte | Doppeltrap                           | 139             | 9             | –               | –          | –               | –      |
| Tommi Takanen                 | Flinte | Skeet                                | 120             | 14            | –               | –          | –               | –      |
| Mixed                         |        |                                      |                 |               |                 |            |                 |        |
| Tommi Takanen Marjut Heinonen | Flinte | Skeet                                | 88              | 10            | –               | –          | –               | –      |

## Taekwondo
| Athleten      | Wettbewerb       | Achtelfinale        | Achtelfinale | Viertelfinale | Viertelfinale | Hoffnungsrunde Halbfinale | Hoffnungsrunde Halbfinale | Halbfinale | Halbfinale | Hoffnungsrunde Finale / Bronzekampf | Hoffnungsrunde Finale / Bronzekampf | Finale | Finale   | Rang |
| Athleten      | Wettbewerb       | Gegner              | Ergebnis     | Gegner        | Ergebnis      | Gegner                    | Ergebnis                  | Gegner     | Ergebnis   | Gegner                              | Ergebnis                            | Gegner | Ergebnis | Rang |
| ------------- | ---------------- | ------------------- | ------------ | ------------- | ------------- | ------------------------- | ------------------------- | ---------- | ---------- | ----------------------------------- | ----------------------------------- | ------ | -------- | ---- |
| Frauen        |                  |                     |              |               |               |                           |                           |            |            |                                     |                                     |        |          |      |
| Suvi Mikkonen | Klasse bis 57 kg | Hatice Kübra Yangın | 4:7          | –             | –             | –                         | –                         | –          | –          | –                                   | –                                   | –      | –        | 11   |

## Tischtennis
| Athleten     | Wettbewerb | 1. Runde     | 1. Runde | 2. Runde | 2. Runde | Achtelfinale | Achtelfinale | Viertelfinale | Viertelfinale | Halbfinale | Halbfinale | Finale/Spiel um Platz 3 | Finale/Spiel um Platz 3 | Rang |
| Athleten     | Wettbewerb | Gegner       | Ergebnis | Gegner   | Ergebnis | Gegner       | Ergebnis     | Gegner        | Ergebnis      | Gegner     | Ergebnis   | Gegner                  | Ergebnis                | Rang |
| ------------ | ---------- | ------------ | -------- | -------- | -------- | ------------ | ------------ | ------------- | ------------- | ---------- | ---------- | ----------------------- | ----------------------- | ---- |
| Männer       |            |              |          |          |          |              |              |               |               |            |            |                         |                         |      |
| Benedek Oláh | Einzel     | Daniel Górak | 2:4      | –        | –        | –            | –            | –             | –             | –          | –          | –                       | –                       |      |

## Triathlon
| Athleten       | Wettbewerb | Zeit (h)                   | Rang                       |
| -------------- | ---------- | -------------------------- | -------------------------- |
| Frauen         |            |                            |                            |
| Kaisa Lehtonen | Einzel     | Wettkampf nicht angetreten | Wettkampf nicht angetreten |

## Turnen

### Aerobic
| Athleten                                                                     | Wettbewerb | Qualifikation | Qualifikation | Finale             | Finale             | Rang |
| Athleten                                                                     | Wettbewerb | Punkte        | Rang          | Punkte             | Rang               | Rang |
| ---------------------------------------------------------------------------- | ---------- | ------------- | ------------- | ------------------ | ------------------ | ---- |
| Suvi Aahlgren Mila Koljander Jasmin Koskinen Tanja Martikainen Laura Vihervä | Mannschaft | 18,233        | 9             | nicht qualifiziert | nicht qualifiziert |      |

### Geräteturnen
| Athleten     | Wettbewerb           | Boden  | Boden | Pauschenpferd | Pauschenpferd | Ringe  | Ringe | Sprung | Sprung | Barren | Barren | Reck   | Reck | Gesamt  | Gesamt |
| Athleten     | Wettbewerb           | Punkte | Rang  | Punkte        | Rang          | Punkte | Rang  | Punkte | Rang   | Punkte | Rang   | Punkte | Rang | Punkte  | Rang   |
| ------------ | -------------------- | ------ | ----- | ------------- | ------------- | ------ | ----- | ------ | ------ | ------ | ------ | ------ | ---- | ------- | ------ |
| Männer       |                      |        |       |               |               |        |       |        |        |        |        |        |      |         |        |
| Oskar Kirmes | Qualifikation        | 14,100 | 27    | 13,433        | 27            | 13,333 | 34    | –      | –      | 13,100 | 59     | 12,733 | 66   | 80,465  | 36     |
| Heikki Niva  | Qualifikation        | –      | –     | 11,333        | 68            | –      | –     | –      | –      | 13,300 | 51     | 13,966 | 24   | –       | –      |
| Tomi Tuuha   | Qualifikation        | 14,200 | 23    | 0,000         | 79            | 13,700 | 23    | 14,650 | 4      | 13,500 | 43     | –      | –    | –       | –      |
| Mannschaft   | Mannschaft Mehrkampf | 28,300 | 12    | 24,766        | 21            | 27,033 | 13    | 28,566 | 13     | 26,800 | 22     | 26,699 | 23   | 162,164 | 19     |
| Tomi Tuuha   | Sprung               | –      | –     | –             | –             | –      | –     | 14,916 | 4      | –      | –      | –      | –    | –       | –      |

## Volleyball
| Wettbewerb             | Männer |
| ---------------------- | --- |
| Athleten               | Akseli Lankinen Petteri Penttinen Tuomas Koppanen Aleksi Mutka Toni Kankaanpää Lauri Jylhä Ossi Rumpunen Antti Leppälä Antti Vallin Markus Kaurto Joni Savimäki Karl Külaots                  |
| Gruppenphase           | Aserbaidschan 3:2 (22:25, 21:25, 25:18, 25:18, 15:13) Frankreich 0:3 (24:26, 23:25, 23:25) Türkei 0:3 (14:25, 16:25, 13:25) Serbien 0:3 (16:25, 16:25, 13:25) Polen 0:3 (21:25, 20:25, 10:25) |
| Viertelfinale          | ausgeschieden |
| Halbfinale             | ausgeschieden |
| Finale/Spiel um Bronze | ausgeschieden |

## Wassersport

### Schwimmen
Hier fanden Jugendwettbewerbe statt. Bei den Frauen ist das die U17 (Jahrgang 1999) und bei den Männern die U19 (Jahrgang 1997).
| Athleten                                                         | Wettbewerb          | Vorlauf     | Vorlauf | Halbfinale  | Halbfinale | Finale             | Finale             | Rang |
| Athleten                                                         | Wettbewerb          | Zeit        | Rang    | Zeit        | Rang       | Zeit               | Rang               | Rang |
| ---------------------------------------------------------------- | ------------------- | ----------- | ------- | ----------- | ---------- | ------------------ | ------------------ | ---- |
| Frauen                                                           |                     |             |         |             |            |                    |                    |      |
| Melek Ayarci                                                     | 50 m Rücken         | 30,60 s     | 27      | -           | -          | -                  | -                  |      |
| Melek Ayarci                                                     | 100 m Rücken        | 1:06,40 min | 28      | -           | -          | -                  | -                  |      |
| Melek Ayarci                                                     | 200 m Rücken        | 2:24,28 min | 26      | -           | -          | -                  | -                  |      |
| Julia Bruneau                                                    | 50 m Freistil       | 27,27 s     | 35      | -           | -          | -                  | -                  |      |
| Julia Bruneau                                                    | 100 m Freistil      | 59,41 s     | 46      | -           | -          | -                  | -                  |      |
| Julia Bruneau                                                    | 200 m Lagen         | 2:28,73 min | 34      | -           | -          | -                  | -                  |      |
| Nea-Amanda Heinola                                               | 50 m Rücken         | 31,46 s     | 42      | -           | -          | -                  | -                  |      |
| Nea-Amanda Heinola                                               | 50 m Schmetterling  | 29,72 s     | 44      | -           | -          | -                  | -                  |      |
| Nea-Amanda Heinola                                               | 100 m Schmetterling | 1:05,45 min | 34      | -           | -          | -                  | -                  |      |
| Nea-Amanda Heinola                                               | 200 m Lagen         | 2:25,07 min | 26      | -           | -          | -                  | -                  |      |
| Nea-Amanda Heinola                                               | 400 m Lagen         | 5:05,45 min | 14      | -           | -          | -                  | -                  |      |
| Eveliina Kallio                                                  | 50 m Freistil       | 59,02 s     | 38      | -           | -          | -                  | -                  |      |
| Eveliina Kallio                                                  | 50 m Rücken         | 31,19 s     | 40      | -           | -          | -                  | -                  |      |
| Eveliina Kallio                                                  | 100 m Rücken        | 1:07,08 min | 32      | -           | -          | -                  | -                  |      |
| Reetta Kanervo                                                   | 50 m Freistil       | 26,22 s     | 5       | 26,16 s     | 6          | 26,11 s            | 6                  | 6    |
| Reetta Kanervo                                                   | 100 m Freistil      | 58,64 s     | 28      | -           | -          | -                  | -                  |      |
| Reetta Kanervo                                                   | 50 m Schmetterling  | 27,84 s     | 8       | 27,55 s     | 6          | 27,64 s            | 7                  | 7    |
| Sini Koivu                                                       | 50 m Freistil       | 26,64 s     | 12      | 26,53 s     | 12         | -                  | -                  |      |
| Sini Koivu                                                       | 50 m Brust          | 33,51 s     | 17      | -           | -          | -                  | -                  |      |
| Sini Koivu                                                       | 100 m Brust         | 1:12,55 min | 18      | -           | -          | -                  | -                  |      |
| Sini Koivu                                                       | 200 m Brust         | 2:39,66 min | 26      | -           | -          | -                  | -                  |      |
| Moona Koski                                                      | 50 m Brust          | 33,77 s     | 22      | -           | -          | -                  | -                  |      |
| Moona Koski                                                      | 100 m Brust         | 1:14,21 min | 27      | -           | -          | -                  | -                  |      |
| Moona Koski                                                      | 200 m Brust         | 2:43,23 min | 31      | -           | -          | -                  | -                  |      |
| Essi-Maria Lillman                                               | 1500 m Freistil     | -           | -       | -           | -          | 17:49,58 min       | 18                 | 18   |
| Essi-Maria Lillman                                               | 200 m Brust         | 2:37,53 min | 18      | 2:35,86 min | 13         | -                  | -                  |      |
| Essi-Maria Lillman                                               | 200 m Lagen         | 2:24,95 min | 24      | -           | -          | -                  | -                  |      |
| Essi-Maria Lillman                                               | 400 m Lagen         | 5:06,10 min | 16      | -           | -          | -                  | -                  |      |
| Alma Lumio                                                       | 50 m Schmetterling  | 28,04 s     | 12      | -           | -          | -                  | -                  |      |
| Alma Lumio                                                       | 100 m Schmetterling | 1:04,47 min | 31      | -           | -          | -                  | -                  |      |
| Roosa Mört                                                       | 50 m Freistil       | 26,77 s     | 19      | -           | -          | -                  | -                  |      |
| Roosa Mört                                                       | 100 m Freistil      | 57,63 s     | 18      | 57,53 s     | 14         | -                  | -                  |      |
| Roosa Mört                                                       | 50 m Rücken         | 30,81 s     | 33      | -           | -          | -                  | -                  |      |
| Sohvi Nenonen                                                    | 50 m Schmetterling  | 27,91 s     | 10      | 27,87 s     | 11         | -                  | -                  |      |
| Sohvi Nenonen                                                    | 100 m Schmetterling | 1:02,12 min | 10      | 1:02,44 min | 14         | -                  | -                  |      |
| Sohvi Nenonen                                                    | 200 m Lagen         | 2:22,50 min | 16      | 2:21,48 min | 14         | -                  | -                  |      |
| Aino Otava                                                       | 200 m Freistil      | 2:08,31 min | 36      | -           | -          | -                  | -                  |      |
| Aino Otava                                                       | 400 m Freistil      | 4:25,83 min | 20      | -           | -          | -                  | -                  |      |
| Aino Otava                                                       | 800 m Freistil      | -           | -       | -           | -          | 9:13,40 min        | 17                 | 17   |
| Roosa Mört Eveliina Kallio Sohvi Nenonen Reetta Kanervo          | 4×100 m Freistil    | 3:51,69 min | 5       | -           | -          | 3:50,72 min        | 6                  | 6    |
| Nea-Amanda Heinola Essi-Maria Lillman Julia Bruneau Melek Ayarci | 4×200 m Freistil    | 8:40,60 min | 9       | -           | -          | nicht qualifiziert | nicht qualifiziert |      |
| Eveliina Kallio Sini Koivu Sohvi Nenonen Roosa Mört              | 4×100 m Lagen       | 4:20,73 min | 10      | -           | -          | nicht qualifiziert | nicht qualifiziert |      |
| Männer                                                           |                     |             |         |             |            |                    |                    |      |
| Christoffer Fredrikson                                           | 100 m Rücken        | 57,41 s     | 24      | -           | -          | -                  | -                  |      |
| Christoffer Fredrikson                                           | 200 m Rücken        | 2:04,19 min | 15      | 2:03,27 min | 12         | -                  | -                  |      |
| Juho Grönblom                                                    | 800 m Freistil      | -           | -       | -           | -          | 8:36,50 min        | 25                 | 25   |
| Juho Grönblom                                                    | 800 m Freistil      | -           | -       | -           | -          | 16:25,13 min       | 22                 | 22   |
| Juho Grönblom                                                    | 50 m Schmetterling  | 26,03 s     | 53      | -           | -          | -                  | -                  |      |
| Niko Mäkelä                                                      | 50 m Freistil       | 23,92 s     | 38      | -           | -          | -                  | -                  |      |
| Niko Mäkelä                                                      | 50 m Schmetterling  | 24,61 s     | 12      | 24,43 s     | 10         | -                  | -                  |      |
| Niko Mäkelä                                                      | 100 m Freistil      | 56,07 s     | 25      | -           | -          | -                  | -                  |      |
| Niko Mäkelä                                                      | 200 m Lagen         | 2:10,12 min | 35      | -           | -          | -                  | -                  |      |
| Nikita Saunonen                                                  | 50 m Freistil       | 23,65 s     | 26      | -           | -          | -                  | -                  |      |
| Nikita Saunonen                                                  | 100 m Freistil      | 52,50 s     | 49      | -           | -          | -                  | -                  |      |
| Nikita Saunonen                                                  | 50 m Schmetterling  | 25,29 s     | 33      | -           | -          | -                  | -                  |      |
| Nikita Saunonen                                                  | 100 m Schmetterling | 57,57 s     | 45      | -           | -          | -                  | -                  |      |
| Mixed                                                            |                     |             |         |             |            |                    |                    |      |
| Christoffer Fredrikson Sini Koivu Niko Mäkelä Aino Otava         | 4×100 m Lagen       | 4:05,90 min | 10      | -           | -          | nicht qualifiziert | nicht qualifiziert |      |

### Wasserspringen
Hier fanden die Junioreneuropameisterschaften der U19 (Jahrgang 1997) statt.
| Athleten      | Wettbewerb        | Vorkampf | Vorkampf | Finale | Finale | Rang |
| Athleten      | Wettbewerb        | Punkte   | Rang     | Punkte | Rang   | Rang |
| ------------- | ----------------- | -------- | -------- | ------ | ------ | ---- |
| Frauen        |                   |          |          |        |        |      |
| Roosa Kanerva | Kunstspringen 1 m | 356,10   | 11       | 381,15 | 7      | 7    |
| Saija Paavola | Turmspringen 10 m | 340,70   | 8        | 323,25 | 10     | 10   |
| Ellen Sirkka  | Turmspringen 10 m | 320,50   | 12       | 302,00 | 12     | 12   |
| Männer        |                   |          |          |        |        |      |
| Juho Junttila | Kunstspringen 1 m | 409,25   | 13       | –      | –      |      |
| Juho Junttila | Kunstspringen 3 m | 454,30   | 15       | –      | –      |      |